# Rosita Serrano

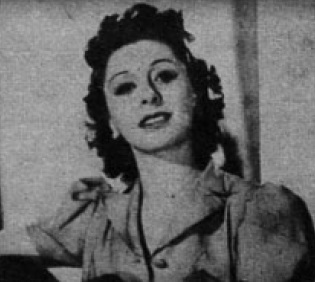
Rosita Serrano nel 1941

Rosita Serrano, pseudonimo di María Martha Esther Aldunate del Campo (Quilpué, 10 giugno 1914 – Santiago del Cile, 6 aprile 1997), è stata una cantante e attrice cilena di gran successo in Germania nel periodo 1937-1943, quando, per la voce argentina e il fischio dall'intonazione perfetta, arrivò a essere conosciuta come die chilenische Nachtigall  ("l'usignolo cileno").

## Biografia
Rosita Serrano nacque dal diplomatico Héctor Aldunate Cordovés e dal soprano Sofía del Campo de la Fuente. Si sposò con il milionario ebreo sefardita Jean Aghion, residente in Egitto. Visse in diversi paesi asiatici ed europei fino al 1970, quando morì suo marito.
L'ascesa della sua carriera artistica iniziò con un tour internazionale insieme a sua madre nel 1930, quando visitò il Brasile, la Spagna, la Francia e il Portogallo, fino ad arrivare nel 1936 a Berlino. Lì si esibì al Teatro Metropolitano, dove fu applaudita per la sua voce vellutata e la sua notevole bellezza.

### Relazione con il Terzo Reich
Il compositore, direttore di orchestra e pianista tedesco Peter Kreuder (1905-1981) la promosse e ottenne per lei un contratto discografico con Telefunken. La Serrano riscosse grande successo cantando in tedesco composizioni come «Roter Mohn», «Schön die Musik», «Küß mich, bitte, bitte, küß mich», «Und die Musik spielt dazu», «Der Onkel Jonathan» e «Der kleine Liebesvogel» durante l'ascesa della Germania nazista. Kreuder la avvicinò all'ambiente del regime e la Serrano arrivò a partecipare a vari incontri e cerimonie nazionalsocialiste. Le sue canzoni erano molto diffuse nelle stazioni radio vicine al Reich. Nonostante abbia dichiarato di non aver mai avuto un orientamento politico affine a quello del nazismo, portava lo stemma dell'aquila nazista sui suoi vestiti.
Tra il 1938 e il 1941, ebbe diversi ruoli in film tedeschi. Mantenne un buon rapporto con la stampa nazionalsocialista: partecipò a molti concerti del Terzo Reich e acquisì lo status e il comportamento sociale di una diva. Guadagnò infatti un apprezzamento di Adolf Hitler, che le inviò una fotografia autografata personalmente. Registrò 118 canzoni e, grazie ai diritti d'autore, ebbe ingenti guadagni.
Tuttavia, nel 1940, Rosita Serrano iniziò a dare concerti in favore degli ebrei danesi rifugiati in Svezia, ciò provocò l'immediata ostilità nei suoi confronti da parte del regime nazista, la requisizione e il divieto di pubblicare i suoi dischi e registrazioni e un arresto per presunto spionaggio.

### Carriera successiva
Rimpatriò in Cile da Stoccolma nel 1943 e tornò in Germania solo per partecipare ai film Schwarze Augen (1951) e Saison in Salzburg (1952). Nel luglio del 1952, suo marito, Jean Aghion, perse tutti i suoi beni dopo il colpo di stato del Movimento degli Ufficiali Liberi che depose Faruq I in Egitto.
Manuel Bianchi Gundián, ambasciatore cileno in Inghilterra, organizzò un ricevimento in suo onore come omaggio alla sua carriera; tuttavia, non raggiunse mai il successo degli anni passati e in molte occasioni dovette affrontare contestazioni per il suo presunto passato nazista, come quella del 1953 al Berliner Sportpalast, dove fu fischiata, Telefunken le rescisse il contratto ponendo fine alla sua carriera in Europa. Morto suo marito, stabilì una relazione con il pittore Will Williams, passò gli anni seguenti tra l'Europa ed il Cile, fino a ritornare definitivamente in patria. Arrivò a Santiago nel 1991, in precarie condizioni economiche, e tentò di rilanciare la sua carriera cantando canzoni in lingua mapudungun di Fernando Lecaros.
Non ottenne mai la pensione e, con il passare degli anni, la sua situazione economica peggiorò, visse rudimentalmente in un piccolo appartamento di La Reina fino a quando morì per un edema polmonare all'Hospital del Tórax di Santiago del Cile il 6 aprile 1997 all'età di 83 anni.

### Filmografia
Dopo qualche apparizione in opere cinematografiche precedenti, tra il 1938 e il 1941 ottenne il ruolo di cantante in sei film tedeschi della UFA; tornò poi in Germania per registrare un paio di nastri agli inizi degli anni '50:
- A Revolução de Maio (1937)
- Es leuchten die Sterne (1938)
- Der Vierte kommt nicht (1939)
- Bel Ami (1939)
- Die kluge Schwiegermutter (1939)
- Herzensfreud - Herzensleid (1940)
- Anita und der Teufel (1941)
- Schwarze Augen (1951)
- Saison in Salzburg (1952)

Partecipò anche a Toast of the town (1950), conosciuto per Ed Sullivan; a cinque telefilm —Das grosse ABC (1953), Das wird Morgen vorbei sein (1961), Der vorvorletzte Tag (1962), Sing mir das Lied noch einmal (1979) e Mit Musik geht alles besser (1982)— e al talk show Je später der Abend (1976).
Inoltre, una parte del suo repertorio è stato incluso nella colonna sonora di Das Boot (1981) di Wolfgang Petersen, La casa degli spiriti (1993) di Bille August, Stalingrado (1993) di Joseph Vilsmaier e El Conde di Pablo Lorrain.